# Chrysotriklinos

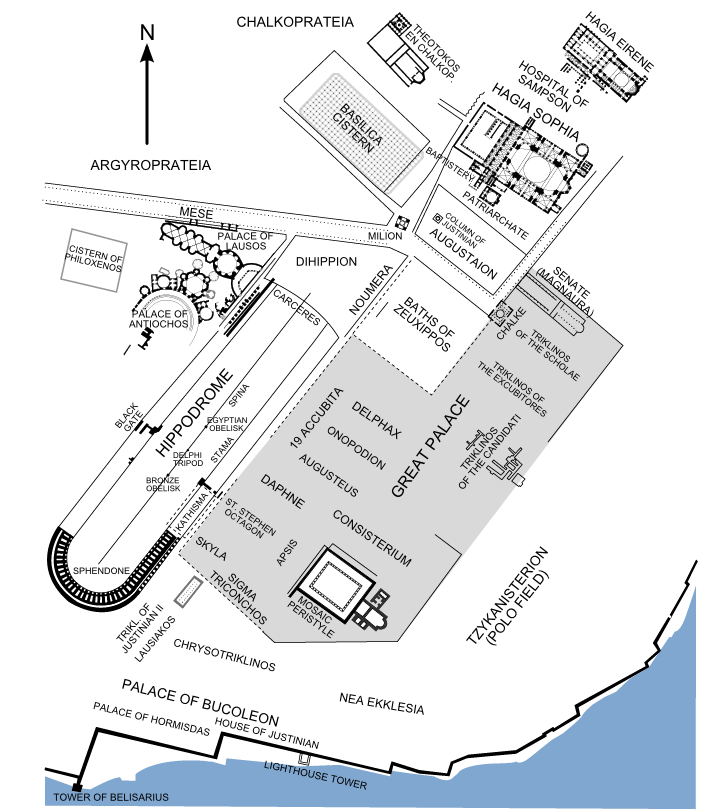
Mapa del Gran Palacio y sus alrededores. La ubicación aproximada del Chrysotriklinos se muestra en el sur, cerca del palacio de Bucoleón junto al mar y la torre de luz Pharos.

El Chrysotriklinos (en griego: Χρυσοτρίκλινος, «sala de recepción dorada», cf. triclinium), latinizado como Chrysotriclinus o Chrysotriclinium, fue la principal sala de recepción y ceremonial del Gran Palacio de Constantinopla desde su construcción, a finales del siglo VI, hasta el siglo X. Su aparición se conoce solo a través de descripciones literarias, principalmente el De Ceremoniis del siglo X, una colección de ceremonias imperiales, y, como símbolo principal del poder imperial, inspiró la construcción de la Capilla Palatina de Carlomagno en Aquisgrán.

## Historia y funciones

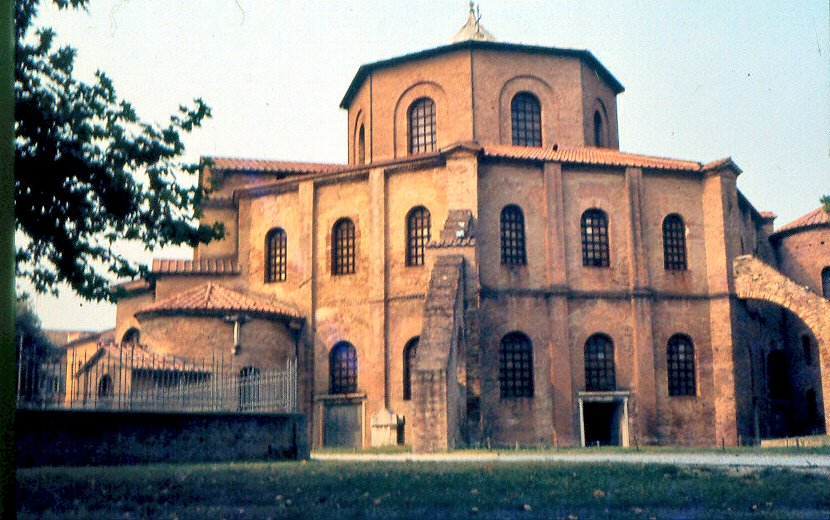
La iglesia de San Vital en Rávena. Su diseño es similar al del Chrysotriklinos.

La sala se suele atribuir al emperador Justino II (r. 565-578), y su sucesor, Tiberio II (r. 578-582) la terminó y llevó a cabo su decoración. Sin embargo, las fuentes bizantinas presentan relatos contradictorios: la enciclopedia Suda atribuye el edificio a Justino I (r. 518-527), y los Patria constantinopolitana al emperador Marciano (r. 450-457), aunque este último generalmente se rechaza como poco confiable. El historiador Juan Zonaras registra que Justino II de hecho reconstruyó un edificio anterior, que se ha sugerido como la sala Heptaconch de Justiniano I (r. 527-565).
Después de la iconoclasia bizantina, fue embellecido nuevamente bajo los emperadores Miguel III (r. 842-867) y Basilio I (r. 866-886). A diferencia de los edificios anteriores de un solo propósito del ala Dafne del Gran Palacio, combinaba las funciones de la sala del trono para la recepción y el público con las de un salón de banquetes. Dado que las cámaras imperiales posteriores también se adjuntaron a él, la sala adquirió una posición central en el ceremonial del palacio cotidiano, especialmente en los siglos IX y X, hasta el punto de que Constantino VII (r. 945-959) lo llama simplemente «el palacio». En particular, según el De Ceremoniis, el Chrysotriklinos servía para la recepción de embajadas extranjeras, el otorgamiento ceremonial de dignidades, como punto de reunión para festivales religiosos y salón de banquetes para fiestas especiales, como la Pascua.
El Chrysotriklinos se convirtió así en la parte central del nuevo palacio de Bucoleón, formado cuando el emperador Nicéforo II (r. 963–969) encerró la parte sur, hacia el mar, del Gran Palacio con un muro. Sin embargo, desde finales del siglo XI, los emperadores bizantinos comenzaron a preferir el palacio de Blanquerna, en la esquina noroeste de la ciudad, como su residencia. Los emperadores latinos (1204-1261) utilizaron principalmente el Bucoleón, y así lo hicieron, durante un tiempo después de la recuperación de la ciudad en 1261, Miguel VIII Paleólogo (r. 1259-1282) mientras se restauraba el palacio de Blanquerna. Posteriormente, el Gran Palacio rara vez se usó y gradualmente cayó en decadencia. El Chrysotriklinos se menciona por última vez en 1308, aunque las ruinas aún impresionantes del Gran Palacio permanecieron en su lugar hasta el final del Imperio bizantino.

## Descripción
A pesar de su prominencia y frecuente mención en los textos bizantinos, nunca se da una descripción completa de ella. De la evidencia literaria fragmentada, la sala parece haber sido de forma octogonal coronada por una cúpula, similar a otros edificios del siglo VI como la iglesia de Sergio y Baco en Constantinopla y la a iglesia de San Vital en Rávena. El techo estaba sostenido por ocho arcos, que formaban el kamarai (ábsides o nichos), y perforado por 16 ventanas. La forma y las características generales del Chrysotriklinos fueron posteriormente imitadas conscientemente por Carlomagno en la construcción de la Capilla Palatina del palacio de Aquisgrán, aunque San Vital, al estar ubicado dentro de su reino, proporcionó el modelo arquitectónico inmediato.

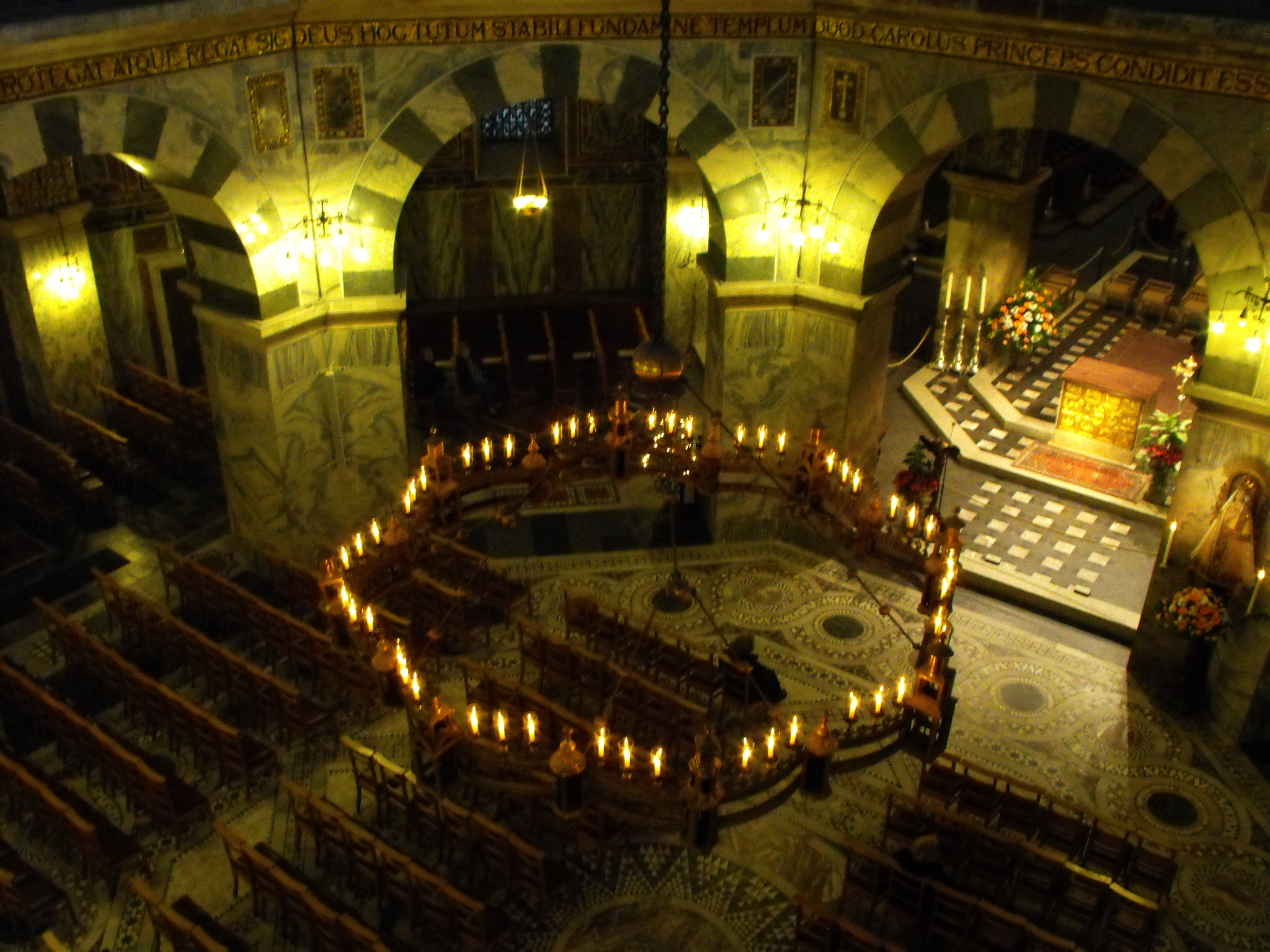
Interior de la Capilla Palatina octogonal de Aquisgrán, inspirada en el Chrysotriklinos.

En su interior, el trono imperial se colocó en el ábside oriental (el bēma), detrás de una barandilla de bronce. El ábside nororiental se conocía como el «oratorio de San Teodoro». Contenía la corona del emperador y varias reliquias sagradas, incluida la vara de Moisés, y también servía como camerino para el emperador. El ábside sur conducía al dormitorio imperial (koitōn), a través de una puerta de plata colocada por el emperador Constantino VII. El ábside norte se conocía como el Pantheon, una sala de espera para los funcionarios, mientras que el ábside noroeste, el Diaitarikion, servía como habitación del mayordomo, y era donde el papias del palacio depositaban sus llaves, el símbolo de su oficina, después de la apertura ceremonial del salón cada mañana. La sala principal del Chrysotriklinos estaba rodeada por varios anexos y salas: el vestíbulo conocido como Tripeton, el Horologion (llamado así porque probablemente contenía un reloj de sol), la sala del Kainourgion («Nueva [Sala]»), y las salas de Lausiakos y Justinianos, ambas atribuidas a Justiniano II (r. 685-695 y 705-711). La Theotokos de Pharos, la capilla principal del palacio, también se encontraba cerca, al sur o al sureste.
No se sabe nada de la decoración original del siglo VI de la sala. Sin embargo, tras la prohibición de las formas humanas bajo la iconoclasia, fue redecorada, en algún momento entre 856 y 866, con mosaicos de estilo monumental. El embajador de finales del siglo X, Liutprando de Cremona, no duda en llamarla «la habitación más elegante del palacio». Sobre el trono imperial se colocó una imagen de Cristo entronizado, mientras que otra sobre la entrada representaba a la Virgen María, con el emperador Miguel III y el patriarca Focio cerca. En otra parte se representó la corte celestial, con ángeles, sacerdotes y mártires. La decoración general tenía la intención de reforzar la analogía entre la corte celestial de Cristo y su contraparte bizantina en la tierra.
La sala contenía muebles valiosos, como el Pentapyrgion («Cinco torres»), un armario construido por el emperador Teófilo (r. 829-842) que exhibía jarrones preciosos, coronas y otros objetos valiosos. Durante los banquetes imperiales, contó con una mesa principal dorada para treinta dignatarios de alto rango, así como de dos a cuatro mesas adicionales para 18 personas cada una. En ocasiones, se dice que el emperador tenía su propia mesa, separada del resto. El esplendor ceremonial completo del salón se reservó para ocasiones especiales, como los banquetes para los enviados árabes, descritos en el De Ceremoniis: grandes candelabros, insignias imperiales, reliquias y otros objetos preciosos traídos de varias iglesias y exhibidos proporcionaron iluminación adicional en los ábsides, mientras que la comida fue acompañada por la música de dos órganos de plata y dos de oro, colocados en el pórtico, así como por los coros de la Santa Sofía y de la iglesia de los Santos Apóstoles.